# Rockaria!
Rockaria! is een lied van Electric Light Orchestra. Het nummer, dat in de Musicland Studios in München is opgenomen, werd in het voorjaar van 1977 wereldwijd uitgebracht als single. De B-kant werd gevormd door het nummer Poker, van het voorgaande album Face the music. Het haalde hier en daar een notering in de hitlijsten. In Nederland haalde het beide hitlijsten, maar strandde tussen de nummers 20 en 30 in beide hitlijsten.

## Achtergrond
Jeff Lynne schreef het nummer voor het studioalbum A new world record, waarbij het werd gearrangeerd door toetsenist Richard Tandy en orkestleider Louis Clark. De titel bestaat uit twee delen die wijzen op de soort muziek dat is te horen: rock in de trant van Chuck Berry en een aria. De Welshe sopraan Mary Thomas had een belangrijke rol in de ariagedeelten. Bij de opname zette ze in eerste instantie vroeg in; deze eerste take vond Lynne zo goed dat hij het gebruikte op de plaat. Op sommige persingen is een excuus van Thomas te horen in de vorm van "Oops".
Volgens sommigen was Rockaria! een commentaar van Lynne op de in sommige kringen heersende opvatting dat rockmuziek minderwaardig zou zijn ten opzichte van klassieke muziek. Na de zinsnede "She's sweet on Wagner/I think she'd die for Beethoven" speelt Tandy een poparrangement van het beginmotief van de Symfonie nr. 5 van Ludwig van Beethoven. Anderen zagen in het nummer een metafoor voor seks.
Bij live optredens was Thomas niet aanwezig. De bassist nam dan de partij voor zijn rekening.

## Nieuwe opname
In begin 21e eeuw, wanneer ELO niet meer bestaat als meerkoppige groep, begon Jeff Lynne te knutselen aan nummers die volgens hem met de dan beschikbare apparatuur stukken beter zouden klinken. Rockaria! werd door hem alleen opgenomen in zijn thuisstudio Bungalow Palace en werd in 2012 uitgegeven op het album Mr. Blue Sky; The very best of Electric Light Orchestra.